# STS-2
STS-2 (Space Transportation System-2) var NASAs anden rumfærge-mission.
Opsendt 12. november 1981 og vendte tilbage den 14. november 1981.
Det var første gang, et bemandet genbrugeligt rumfartøj fløj ud i rummet for 2. gang.
Missionen der skulle have varet i fem blev afkortet til to dage pga. problemer i de systemer der skulle producere elektricitet og drikkevand, systemet blev derfor senere udskiftet.
Forsøg med den ny robot-arm på rumfærgen blev derfor udskudt til en senere mission.
Under missionen fik NASA besøg af den daværende præsident Ronald Reagan.

## Missionen
STS-2 var ligesom STS-1 en test-mission. Målet var derfor sikker opsendelse og returnering af rumfærge og besætning. Rumfærgens faststofraketter landede i faldskærm på havet til genbrug, mens den udvendige tank brændte op i atmosfæren som planlagt.
Besætningen og rumfærgen kom tilbage uden alvorlige skader. 90% af de planlagte eksperimenter blev udført. Dette skyldes at astronauterne ikke ville spilde tiden og forsatte med at arbejde også om natten, da missionen blev afkortet tre dage.
Afprøvning af eksperimenter på rumfærgen:
- Orbital Flight Test .
  - Air Pollution from Satellite (MAPS).
  - Shuttle Multispectral Infrared Radiometer (SMIRR).
  - Imaging Radar (SIR-A).
  - Features Identification and Location (FILE).
  - Ocean Color (OCE).
- Development Flight Instrumentation (DFI)
  - Aerodynamic Coefficient Identification Package (ACIP)
  - Environment Contamination Monitor (IECM)
  - Office of Space and Terrestrial Applications (OSTA-1).

Rumfærgens varmeskjold fik mindre skader, ingen kakler var faldet af, men 12 var beskadiget.

## Besætning
De to testpiloter sad i katapultsæder.
- Joseph H. Engle (Kaptajn, X-15-veteran)
- Richard H. Truly (Pilot, Enterprise-veteran)

## Vægt
- Kredsløbsfartøj (ved opsendelse): 104647 kg.
- Kredsløbsfartøj (ved landing): 92650 kg.
- Last: 8517 kg.

- STS-2 opsendelsen set fra luften.
- Besætningen på STS-2.
- Robot-armen kaldtes Canadarm, den var produceret i Canada.
- Columbia før landing.